# Hansgeorg Hauser
Hansgeorg Hauser (* 20. Juni 1943 in Plöckendorf; † 24. Februar 2021) war ein deutscher Politiker (CSU).
Er war von 1995 bis 1998 Parlamentarischer Staatssekretär beim Bundesminister der Finanzen.

## Leben und Beruf
Nach dem Abitur 1963 am Adam-Kraft-Gymnasium in Schwabach leistete Hauser zunächst seinen Wehrdienst ab und absolvierte ab 1965 ein Studium der Betriebswirtschaftslehre an der Universität Erlangen-Nürnberg, welches er 1970 als Diplom-Kaufmann beendete. Anschließend war er bis 1974 bei der Wirtschaftsprüfungsgesellschaft Price Waterhouse tätig. 1975 bestand er das Examen als Steuerberater und ist seitdem als selbständiger Steuerberater zugelassen.
Vom 1. Februar 2000 bis 30. Juni 2009 war Hansgeorg Hauser als Beauftragter des Vorstands der Commerzbank AG für die Pflege der Beziehungen zu Politik, Parteien, Botschaften, Verbänden und sonstigen öffentlichen Stellen zuständig. Außerdem war Hauser für die Verbindungsbüros der Bank in Berlin und Brüssel zuständig.
Von 1. Juli 2009 bis 31. Dezember 2012 war Hansgeorg Hauser als selbständiger Berater für Politik und Wirtschaft tätig.
Hansgeorg Hauser war verheiratet und hatte zwei Kinder.
Ab 1993 war Hansgeorg Hauser Mitglied im Verwaltungsrat bzw. Aufsichtsrat der Rummelsberger Anstalten und leitete den Aufsichtsrat als Vorsitzender bzw. stv. Vorsitzender. Ab 2005 war er Vizepräsident und Schatzmeister von Special Olympics Deutschland. Mitglied im Stiftungsbeirat der Lebenshilfe Nürnberger Land e. V. war Hauser ab 2004.

## Partei
Hauser trat 1982 in die CSU ein. Von 1984 bis 1989 gehörte er dem CSU-Kreisvorstand in Roth und dem Bezirksvorstand Mittelfranken an. Ab 1993 war er stellvertretender Vorsitzender des CSU-Kreisverbandes Roth.

## Abgeordneter
Von 1990 bis 2002 war Hauser Mitglied des Deutschen Bundestages. Hier war er von 1993 bis 1995 Vorsitzender der Arbeitsgruppe Finanzen der CDU/CSU-Bundestagsfraktion.
Hansgeorg Hauser zog stets als direkt gewählter Abgeordneter des Wahlkreises Roth in den Bundestag ein.

## Öffentliche Ämter
Am 15. November 1995 wurde Hauser als Parlamentarischer Staatssekretär beim Bundesminister der Finanzen in die von Bundeskanzler Helmut Kohl geführte Bundesregierung berufen. Nach der Bundestagswahl 1998 schied er am 26. Oktober 1998 aus dem Amt.

## Kabinett
- Kabinett Kohl V

## Auszeichnungen
- Verdienstkreuz 1. Klasse des Verdienstordens der Bundesrepublik Deutschland
- Bayerischer Verdienstorden (2015)